# 耶穌基督後期聖徒教會
耶穌基督後期聖徒教會（The Church of Jesus Christ of Latter-day Saints）是后期圣徒运动的主流派別，教會总部位于美国犹他州盐湖城，分支遍及世界。据该教会统计，该教会拥有70,000所教堂、信徒超过1,500万人。
该教会成员称为“后期圣徒”或“耶稣基督后期圣徒教会信徒”。教徒相信耶穌基督是世界的救主、神的兒子，是每個人的救贖主；信賴耶穌基督，遵從祂的福音會帶來永恆的幸福；也相信約瑟·斯密是神所揀選的先知，先見，啟示者。耶穌基督在2000年前親自建立的教會，在政治迫害、十二使徒遭殺害、人為篡改教義而導致幾個世紀的長期分裂後，耶穌基督又再次於「後期時代」，也就是這個時代，透過先知約瑟·斯密，使原本完整的真實教會重現在世上了。因此，耶穌基督後期聖徒教會的運作模式，和聖經新約中所記載耶穌基督原本建立的教會一樣，透過先知和十二使徒，由耶穌基督親自帶領。耶穌基督和天父為回答當時仍年幼的約瑟·斯密的祈禱而一起向他顯現，並於日後揀選他成為當代的先知。透過復興聖職權柄和召唤新的使徒來復興耶穌基督在地上原來的教會。後期聖徒相信耶穌基督是教會的磐石，祂會繼續以啟示的方式，向先知啟示，來領導今日的教會。他們相信“翻譯正確的《聖經》”，並且使用英王詹姆士欽定本《聖經》。除了《聖經》以外，《摩爾門經》亦是啟示而來的經文，是見證耶穌基督的另一部約書（Another Testment of Jesus Christ），也是古代美洲大陸人民對耶穌基督的見證。後期聖徒相信神仍會繼續不斷在祂認為適宜的時間裡，向祂揀選的僕人們發佈啟示，並且會記錄，成為教會經典的一部分。教會領袖會因應時代與社會的變遷而提出忠告，並提醒成員遵守誡命，以獲得來自於神的祝福。

## 沿革
耶穌基督後期聖徒教會自稱是後期時代耶穌基督教會的神聖復興。他們認為：在新約時代，當耶穌基督贖罪犧牲死而復活並升天以後，祂繼續透過祂的使徒們帶領教會，但是許多世人拒絕他們並開始迫害謀殺他們，導致祂所建立的基督教會以及權柄和其教導逐漸消失。這最終導致了「大叛教」，原來基督的教導被人為的希臘哲學和錯誤的教義所敗壞，並導致錯誤地解釋經文和錯誤地教導。到了第4世紀，聖職權柄（以上帝之名行事的權柄）已經完全地從地面上消失，神用來組織祂的教會和執行救恩教儀的權柄就喪失了。在這種狀況下，真正屬於耶穌基督的教會徹底從地面上消失了，即使基督的福音仍然在世上被教導和傳播，但由於已混合了各種人為的觀念和想法，當中一些觀點互為駁斥、自相矛盾、並且脫離現實，以致難以實踐真理，當中一些曾經被奉為極其重要的教導已被發現是錯誤的，在今日已不再被教導；所以在後期聖徒的看法裡面，復興的耶穌基督的教會對重新獲取聖職的權柄是必須的。

### 約瑟·斯密的復興
根據教會創始人約瑟·斯密的說法，記載在教會經典《無價珍珠》中「約瑟·斯密——歷史」裡，當他14歲的時候於1820年春天在美國紐約州曼徹斯特這個地方，他思考所有的教派中哪一個是對的，且閱讀到聖經《雅各書》的第一章第五節“你們中間若有缺少智慧的，應當求那厚賜與眾人也不斥責人的神；主就必賜給他”。他決定進到附近的樹林裡面去禱告，1820年初春，一個美麗明朗的早晨隱入樹林中跪下出聲祈求一個答覆。當時天父和耶穌基督向他顯現，「我看見兩位人物，站在我上面的空中，其光輝和榮耀無法形容。其中一位對我說話，叫著我的名字，指著另一位說——這是我的愛子。聽祂說！」並且主告訴他不要加入任何一個當時存在的宗派。（關於向約瑟·斯密顯現的事蹟，請參見第一次異象）。約瑟·斯密據此和其他的啟示，神召喚他成為當時的一位先知。在1830年4月6日在紐約，菲也特老彼得·惠特茂家組織教會，當時有六位已受洗的人參與他們以一致贊成表明他們的渴望和決心，要遵照神的誡命來組織教會，他們也表決通過，接受並支持小約瑟·斯密和奧利佛·考德里為教會主領職員。
耶穌基督後期聖徒教會相信在建立教會的過程當中，約瑟·斯密和考得里奧利佛（Oliver Cowdery）從施洗約翰以及彼得、雅各、約翰接受了聖職權柄。這些聖者們包括施洗約翰（1829年5月15日，亞倫聖職）、使徒彼得、使徒雅各和使徒約翰（1829年5月或6月）還有古代的先知以利亞、先知摩西和先知以來加（1836年4月3日）。

### 教會總部的遷移
在教會的前10年裡面，主要的聖徒們從美國紐約州移到俄亥俄州的嘉德蘭、到密蘇里州西部，後來又到伊利諾州的諾伍，有一部分的原因是因為違反法律與一夫多妻的行為。在密蘇里州，州長Lilburn W. Boggs甚至下了「驅逐令」。約瑟·斯密最終於1844年6月27日在伊利諾州迦太基的監獄裡被暴徒謀殺。教會裡十二使徒定額組的會長百翰·楊後來被支持為下一任先知和教會總會會長（見繼承危機）。面對在納府和週邊城鎮繼續不斷的被騷擾，大部分的教會成員後來逐漸地加入和百翰·楊移往前墨西哥屬地現今美國中部的大鹽湖山谷一帶的行列。這一遷徙的路線被稱為摩爾門之路。鹽湖城即為此教會早期的教徒拓荒建成的一座城市。楊百翰帶領的信徒於1847年在該處安定發展起來，此處亦為現在該教會的總會的所在地。

### 多重婚姻
1862年，美國國會通過《摩里爾法案》，禁止實行一夫多妻。後來國會又陸續通過專門針對耶穌基督後期聖徒教會的幾個法案，決心要消滅一夫多妻現象。但是，教會並沒有加以理會。教徒認為，他們的宗教受到憲法中《權利法案》的保護，美國政府無權干涉。
國會通過法案後，楊百翰的私人助理喬治·雷諾斯公開登記娶兩個妻子。在法庭判他犯下重婚罪之後，他將案子一直打到美國的最高法院，指控《摩里爾法案》違憲。1879年，最高法院判定《摩里爾法案》沒有違憲。最高法院做出判決之後，國會又通過了更多法律。來自聯邦政府持續不斷的壓力使許多耶穌基督後期聖徒教會家庭只好轉入地下。由於教會還沒有放棄多妻制，聯邦政府否決了猶他建州的申請。
1890年，教會的領袖約翰·泰勒在監獄中去世。他的繼任烏爾夫德·伍德魯夫發表聲明對信徒宣稱，自己接受了來自上天的啟示，一夫多妻制度不應該繼續存在。教會最終通過了禁止多妻制的決定，之後猶他建州的申請得到了批准。1896年1月，猶他州正式成立。
耶穌基督後期聖徒教會於1890年正式宣布結束複婚制度。有「多重婚姻」教會會長伍惠福於1890年發布的「The Manifesto（宣言）」要求教會成員遵守當地的婚姻法律。該「宣言」發布多重婚姻度違反美國聯邦法律《教義和聖約》的正式宣言（一）後的附錄的，1904年當時的斯密斐亭約瑟會長再次發布了「The Second Manifesto（第二宣言）」重申且澄清「宣言」並要求教會成員不再進入任何形式的多重婚姻，不論地點、當地風俗和法律條文為何。現在耶穌基督後期聖徒教會的成員被發現有多重婚姻行為者會被開除教籍。若其他國家准許多重婚姻的地區來的信徒，需要結束多重婚姻的關係才能加入教會。
至今已有相當的時間，准許進入聖殿的鰥夫或寡婦可以讓他們後來的配偶印證給他們。並非所有的婚姻都會維持永恆，女性的地位在婚後与男性相等。教會的教義說最後單一的永恆配偶可以在未來（千禧年的時候或在永恆中）被選擇，即使現在並不實行。關於多妻制度的啟示仍然列在教會現行標準經文的《教義和聖約》的第132章，教會會將多重婚姻的信眾開除教籍。開除教籍是教會可實行的最嚴重的行政手段。教會清楚表示執行婚姻的法律是政府公權力，教會並不參與及干涉政府公權力的運作。

### 成員人數
由於成年男女教友出外傳教，教會宣稱於2015年12月31日教會共有會友1,563萬4,199人，其中約800萬人住在美國以外地區。它是美國第4大宗教團體。教會會友人數包括了所有受洗禮的人數和年齡在8歲以下未受洗禮的「有紀錄的兒童」（八歲以下兒童不能受洗禮）。住在美國和加拿大的會友占總會友人數的47%，拉丁美洲有36%，而世界上其他地區有17%。另外一份紐約城市大學於2001年對5萬美國家庭的電話調查勾勒出全美國約有279萬成人是後期聖徒，對應1991年的調查了有將近1.3%的成長，而將教會排名在全美國第10大宗教團體。
對於教會官方宣稱的會友人數數字和民間調查的除了統計學上不確定因素之外，其中一項原因是教會並仍然將不活躍的會友包括在統計數字之內。除非向教會提出申請要求除名或教會將之開除教籍，此人即使停止參與任何教會活動也仍列於教會會友人數之中。1985年以後教會改變允許會友離開教會提出除名要求，在此之前離開教會唯有被教會開除教籍一途。懷疑論者藉此論點批評教會在會友人數成長數字上面提供高於真確的成長數字。

## 教會名稱

### 英文名稱的演變
當1830年教會刚成立的時候，當時的名稱是「Church of Christ（基督的教會）」。為了將這個時代的教會和新約時代的教會分別，它常常被稱為是「Church of Latter Day Saints（後期聖徒的教會）」，這個名字於1834年到1838年間被普遍使用。在1838年4月，教會完整的名字被稱為「The Church of Jesus Christ of Latter-day Saints（耶穌基督後期聖徒教會）」。當教會於1851年公司制度化的時候，法律文件上面用了現代標準拼寫和標點符號，而將第一個字的首字母大寫化為“The”，並加入短連結線成為“Latter-day”。因而教會正式法律英文名稱為「The Church of Jesus Christ of Latter-day Saints」。在1851年以前對這是否為教會正式名稱有爭端，因為在教會公司制度化（但已經規模化）以前教會出版刊物和法律文件上面上面並沒有標準化的拼寫和標點符號。英文中，教會將"The"這個字包括在正式名稱中，而不將其當作修飾定冠詞使用。
教會也通常被稱之為「LDS Church（後期聖徒教會）」和「Mormon Church（摩爾門教會）」。教會教友通常被稱之為「Mormons（摩爾門教徒）」或「Latter-day Saints（後期聖徒）」，這兩項名稱都被信徒們接受。「摩門」這個稱呼是在1830年《摩門經》出版後出現的。雖然原來使用這個字有貶損之意，這個詞後來也在教會裡面廣泛使用。
教會要求其正式名稱「The Church of Jesus Christ of Latter-day Saints（耶穌基督後期聖徒教會）」在需要使用的時候儘可能使用，並說：『這個全名是神於1838年啟示給斯密約瑟』。教會並且鼓勵使用「the Church（教會）」或「The Church of Jesus Christ（耶穌基督的教會）」來作為該教會全名的簡稱，即使如此，「LDS Church（後期聖徒教會）」仍普遍使用於教會官方的出版刊物。當指稱教會會友的時候，教會建議使用「Latter-day Saints（後期聖徒）」，即使「Mormons（摩爾門教徒）」是可以接受的。雖然教會努力如此建議，美聯社繼續地在其式樣指導書中建議記者在發稿的時候使用「摩爾門教會」來作為該教會的第二稱呼。
在教會裡面信徒互相稱為「Saints（聖徒）」，反映了信徒相信任何人歸信福音和聖約而後受洗跟隨耶穌基督者都是聖徒。「Saints（聖徒）」這個字在新約裡面常被保羅和其他使徒們使用。

### 中文譯名的演變

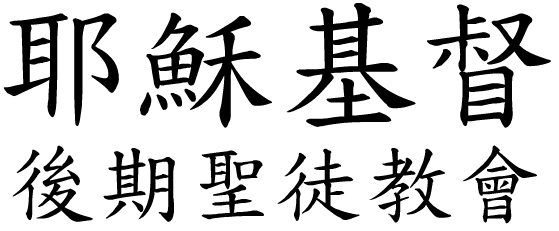

中文名稱上，「後期聖徒」（Latter-Day Saints，LDS）也被翻作「末日聖徒」（来自日語的翻譯）或是「末世聖徒」（中文舊譯）。唯「末世」二字在中文的意思容易被曲解，故在約2000年時，教會總會將中文翻譯統一改譯為「後期」（Latter-Day），如前所述，為的是要與耶穌基督的最原始的教會有所區別，但卻明白的表示了此教會乃復興與傳承自耶穌基督傳教時期所組織的原始教會。

### 耶穌基督後期聖徒教會的俗稱
教會強力推薦使用正式名稱「耶穌基督後期聖徒教會」來取代「摩爾門教」的俗稱。針對分離出教會的宗派中仍然邈視當地政府法規的執行多妻的婚姻制度的基本教義派的耶穌基督後期聖徒教會，教會強調『……沒有那些所謂的「摩爾門教原教旨主義派」或「摩爾門教派」。稱呼那些奉行「一夫多妻制」的團體為「一夫多妻制的教派」才恰當，任何將一夫多妻主義與「摩爾門」涉在一起，都是不正確及造稱誤導』。

## 教義
引述摩爾門經中尼腓三書（27:7-8）
所以無論你們做甚麼，都必奉我的名；所以你們要用我的名稱呼這教會；你們要奉我的名祈求父，求祂因我的緣故而賜福教會。不用我名的，怎會是我的教會呢！因為如果一個用摩西的名來稱呼的教會，那是摩西的教會；又如用一個人的名來稱呼的，那是一個人的教會；但是如果是用我的名來稱呼的，如果是建立在我的福音上面的，那就是我的教會。

### 教會的信條
耶穌基督後期聖徒教會之信條

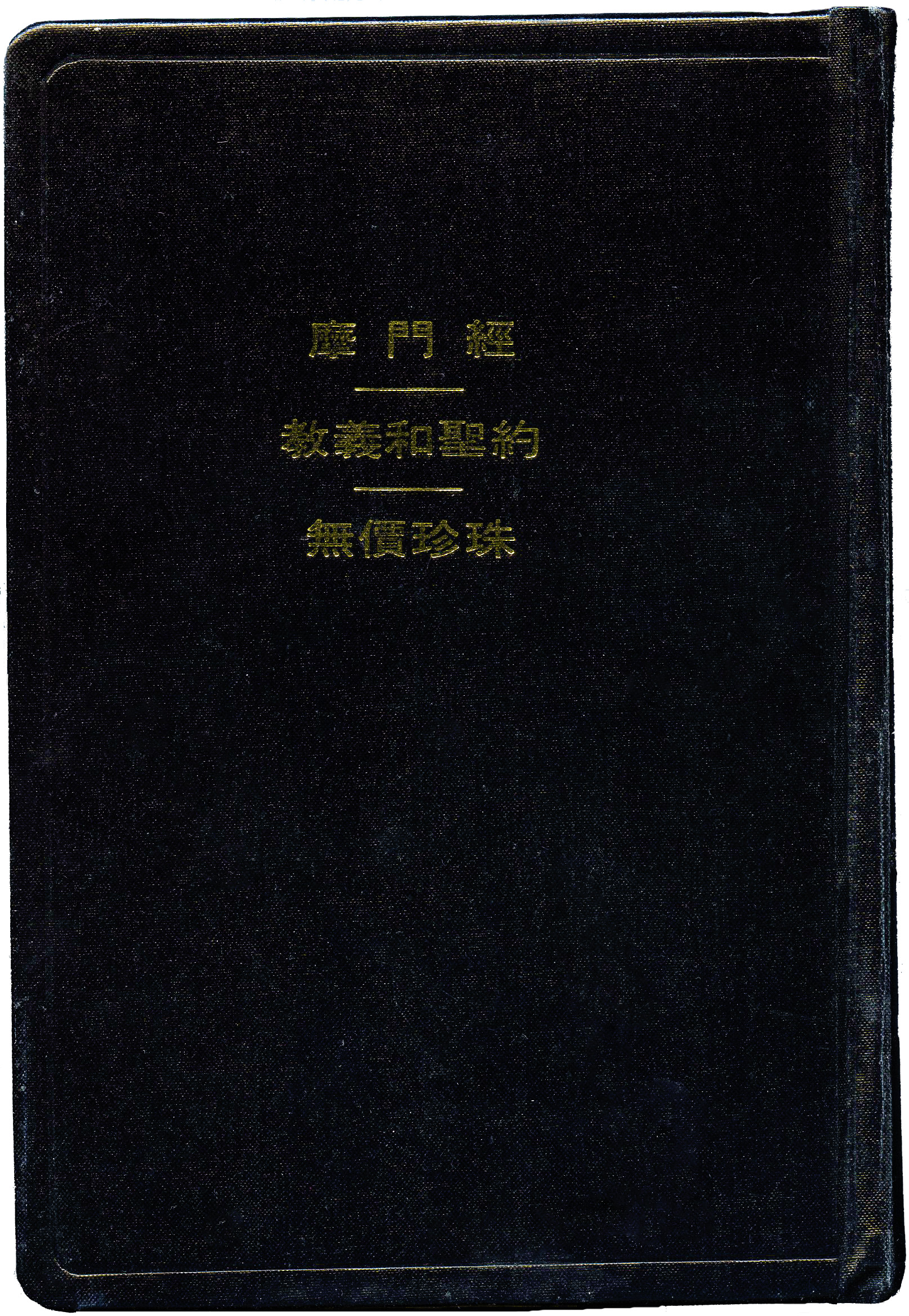
摩爾門經

1. 我們信神，永恆的父，和祂的兒子耶穌基督，及聖靈。
2. 我們信人會為自己的罪而受懲罰，並不是為亞當的違誡。
3. 我們信由於基督的贖罪，所有人類都可以藉著服從福音的律法和教儀而得救。
4. 我們信福音首要的原則和教儀是：第一，對主耶穌基督的信心；第二，悔改；第三，為罪的赦免的浸沒洗禮；第四，為聖靈恩賜的按手禮。
5. 我們信人必須蒙神召喚，藉著預言和有權柄者的按手禮，才可以傳講福音和執行其教儀。
6. 我們信存於原始教會中的同樣組織，即：使徒，先知，牧師，教師，傳福音的人等等。
7. 我們信說方言，預言，啟示，異象，治病，譯方言的恩賜等等。
8. 我們信翻譯正確的聖經是神的話；我們也信摩爾門經是神的話。
9. 我們信神已經啟示的一切，及祂現在啟示的一切，我們也信祂仍要啟示許多有關神國度的偉大而重要的事。
10. 我們信以色列的真正的聚集和十支派的復興；錫安（新耶路撒冷）會建立在美洲大陸上；基督會親自在大地上統治；並且，大地會被更新且獲得其樂園的榮耀。
11. 我們要求有特權可依照自己的良心的指引，崇拜全能的神，並容許所有的人都有同樣的特權，讓他們自行選擇崇拜的方式、處所或對象。
12. 我們信要服從國王，總統，統治者和有執法權的長官，要服從，敬重和維護法律。
13. 我們信要誠實，真誠，貞潔，仁慈，有品德，並為所有的人做有益的事；的確，我們可以說我們聽從保羅的訓誡－我們凡事相信、凡事盼望，我們已忍受了許多事情，希望凡事都能忍受。任何有品德、美好、受好評或值得讚揚的事，我們皆追求之。

──約瑟·斯密
由於教義與一般教會相去甚遠，普遍被基督教會視為異端。

## 對於海外的影響

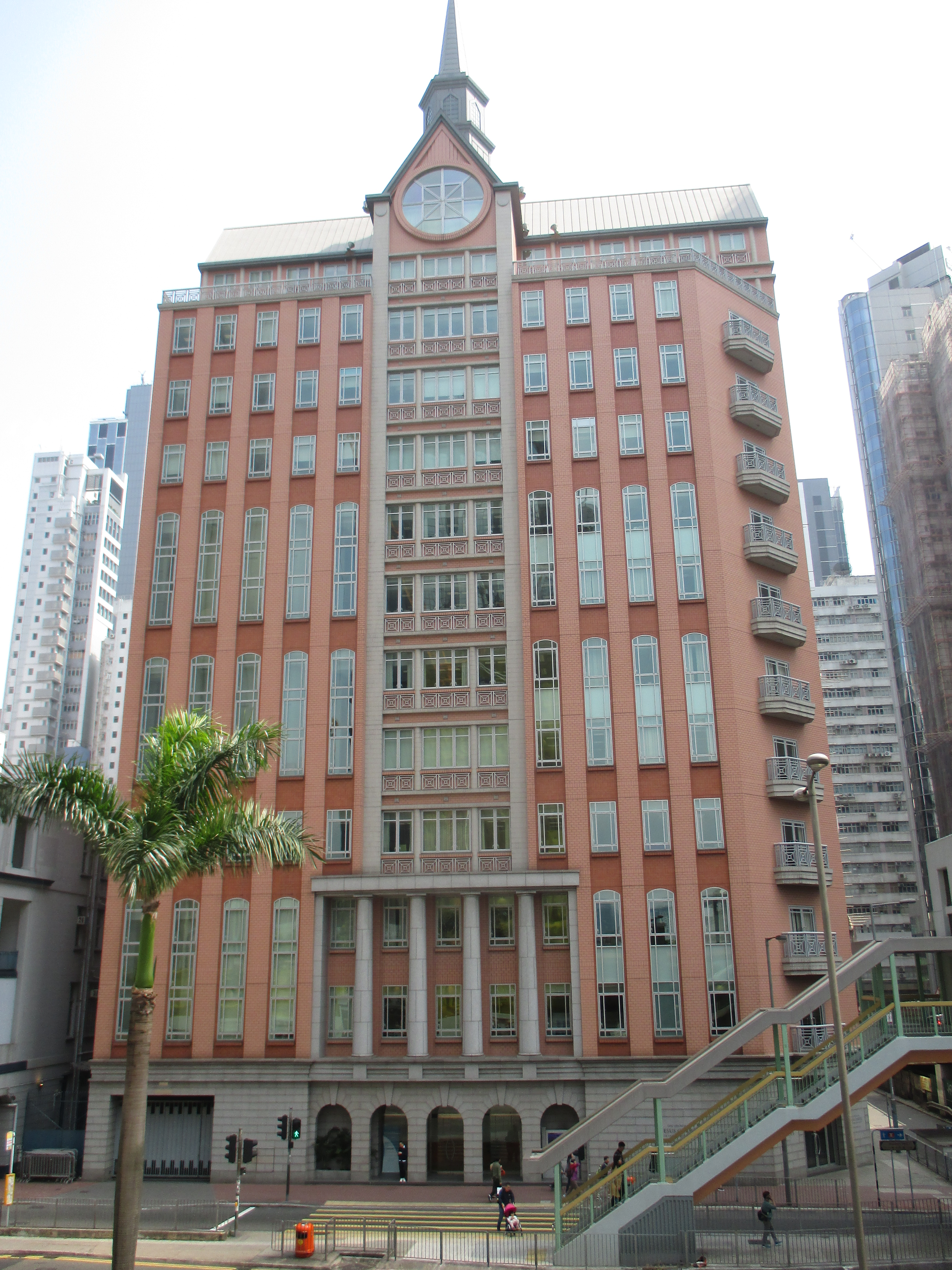
位於香港的灣仔教會

耶穌基督後期聖徒教會鼓勵教徒宣揚其宗教，義務傳教的年輕傳教士在世界各地以當地的語言來傳教，因此間接帶來了語言文化交流。

## 傳教士訓練中心
傳教士訓練中心，簡稱為MTC（原文為Missionary Training Center），是耶穌基督後期聖徒教會（常被稱為摩爾門教）訓練即將到世界各地傳教的傳教士。本來的用意是用來訓練語言，以及為那些還沒收到簽證而暫時居住的地方。原本是稱之為語言訓練中心，於1970年改為傳教士訓練中心。這名稱改變的用意，是說明語言訓練中心不再是只有語言方面的訓練。在這裡，傳教士們會學習如何適當的接觸人群、傳教的技巧、以及必要的語言訓練。他們不僅研讀經文也學習近代先知的教導，及有關耶穌基督的福音。所有的傳教士都需要至少經過三個星期訓練有關傳道的技巧，包括教會教義教導的課程、良好的態度行為及讓自己成為更具備基督般品格的人。他們也被鼓勵要積極的研讀教會的教義，好準備他們能夠受靈的啟發來教導他人。傳教士並不是訓練來成為「賣福音」的人，但卻是透過聖靈來尋找那些尋求真理之人。
在全世界擁有17座傳教士訓練中心，除了在猶他州普柔浮是最大的中心以外，其他則座落在巴西、迦納、英國、多明尼加共和國、秘魯、西班牙、阿根廷、智利、哥倫比亞、瓜地馬拉、日本、韓國、墨西哥、紐西蘭、菲律賓以及南非。所有的傳教士都會到其中的傳教士訓練中心，接受為期短暫的訓練。在一些特殊情況，像是傳教士無法獲得簽證到傳教士訓練中心，或是當地法律無法讓傳教士到鄰近他國的傳教士訓練中心，傳道部會在該所屬之區域擁有他們自己的訓練中心。

## 教會財務
與許多新大陸的教派一樣，摩門教在開始時也頗帶有一點空想共產主義的色彩。史密斯宣稱，根據上帝的啟示，教會成員應該將他們的財產交給教會，而教會將部分財產返還，餘下的用來幫助及照顧貧困的教會成員。不過，這種做法遭到多數教會成員的抵制。最後，史密斯在1838年確立了什一奉獻法，也就是延續中世紀教會的什一稅法，教友將收入的十分之一交給教堂。
直到今天，教會成員還遵循著這一規定。因此教會財源充裕，有能力在各地建立宏偉的建築物，稱為「聖殿」。
在1997年8月4日出刊美國的《時代雜誌》專題報導了一份對於教會的調查報告。該報導估計教會於1996年時擁有超過300億美元的財產（包括教會的不動產和透過Deseret Management Corporation（德撒律經營管理股份公司）經營的營利事業），以及1996年教會的什一奉獻的收入預估在52億美元左右。《時代雜誌》稱耶穌基督後期聖徒教會為美國最富有的宗教。
要估計教會的實際資產是有相當難度的，因為教會並沒有對外公開財務資訊的義務。一些在美國所知的教會控股包括：
- AgReserves Inc，在美國猶他州鹽湖城——美洲最大的核果生產廠商
- Beneficial Life保險公司——約16億美元資產
- Bonneville International Corporation——美國第14大連鎖廣播電台公司
- Deseret Morning News（德撒律早報）——一份美國猶他州日報，該州第二大日報
- Deseret Cattle and Citrus Ranch（德撒律牧牛及柑橘農場），在佛羅里達州Orlando（奧蘭多）——全世界最大的牧牛農場（1260平方公里），農場土地價值估計約8.58億美元
- Farmland Reserve, Inc——最近在美國內布拉斯加州買下356平方公里土地，使該公司在該州的土地面積達到923平方公里。該公司也在佛羅里達州Orlando（奧蘭多）東部擁有估價在1千萬美元的土地
- Polynesian Cultural Center（玻里尼西亞文化中心 （页面存档备份，存于）），在美國夏威夷州

教會使用它的財務資源提供社會福利和救濟、建立設施、支持傳教士工作並支持教會贊助的事工。

### 社會福利和救濟
教會運作自己的福利分配系統，它鼓勵會友在向公眾或政府福利機構尋求幫助以前先從家庭和教會尋求財務幫助。AgReserves Inc.、Deseret Cattle and Citrus Ranch（德撒律牧牛及柑橘農場）和Farmland Reserve, Inc.都是它的福利分配系統的一部分。福利資源是由地區主教分配，並由主教團維持。

### 建立設施
教會建造新的教堂和聖殿。教會建立了在1998年到2001年間建造了約40座小型的聖殿，但是建造新聖殿的腳步已經放慢了。至2018年底，教會現在有161座聖殿，另外有29座聖殿的建设已經公布，11座聖殿已經動工。

### 支持傳教士工作
由於教會鼓勵18-25歲教會成員出外傳教，許多父母會從小就幫小孩籌集傳道基金，或是小孩在就學期間或出社會自行工作賺取傳道基金，傳教費用是要自費的，各個國家的自費額不一樣，交由教會統籌分配各國家。傳教士的傳教時間為男性兩年，女性一年半。
傳教士的家庭大約花費每個月$340美元在支持自己的兒子或女兒成為傳教士，資深的教會成員亦可捐獻支持傳道事工，協助有渴望傳教的年輕成員，教會以月薪方式轉帳交給傳教士生活費，但是傳教士不能決定自己要去哪，也有可能會被指派到生活花費水平高的國家，加上戒律要求不得浪費，所以傳教士經濟方面是很拮据的。另外，教會為它的約300個傳教事工提供傳教辦公室和傳教居所，並且提供傳道廣告經費和免費的《摩爾門經》、《聖經》和教會錄影帶等等。傳教士的訓練規定傳教士不得閱讀書報、電視、電影，不得聽非教會相關音樂、晚上9點以後不得出宿舍，也必須避免與異性單獨相處。

### 支持教會贊助的事工
教會擁有並支持它的三個大學的教育。它也在美國支持年輕男孩的童軍活動。

## 知名教徒
- 丹尼爾·雷諾茲，美國音樂家、作曲家、吉他手，現為來自美國內華達州拉斯維加斯的獨立搖滾樂隊——谜幻乐队的主唱。
- 米特·羅姆尼，美國商人和政治家、第70任馬薩諸塞州州長，2012年美國總統選舉的共和黨提名候選人
- 葉望輝是愛達荷州共和黨主席，曾擔任前美國副總統迪克·錢尼的副國家安全顧問。曾經就讀馬利蘭大學學院市分校中文系和約翰·霍普金斯大學保羅·尼采高級國際研究學院。他和預定出任白宮幕僚長的賴因斯·蒲博思為好友，兩人曾在2015年共同訪問臺灣，且是將《臺灣關係法》和對臺六項保證納入2016年共和黨黨綱國家安全政策的起草人。
- 布蘭登·夫洛爾是美國獨立搖滾樂團殺手樂團的主唱和鍵盤手。
- 史蒂芬妮·梅爾，美國作家。她是暢銷小說《宿主》、《暮光之城：暮色》、《暮光之城：新月》、《暮光之城：蝕》及《暮光之城：破曉》的作者。
- 凱瑟琳·海格是一名美國電影和電視影集演員，以《實習醫生》、《好孕臨門》和《27件禮服的秘密》等片竄紅。曾以《實習醫生》獲得金球獎提名，更憑此劇獲得艾美獎劇情類最佳女配角獎。
- 格林·贝克是美國著名網絡電視製片人，同時是媒體名人、廣播台主持人、作家、企業家、以及政治評論員，被譽為是保守派的政治評論家。
- 大衛·阿丘利塔是一名美國歌手。在2008年5月，他成為美國偶像第七季的亞軍。
- 朱利安·休為美國舞蹈家、鄉村音樂歌手和女演員。
- 哈里·瑞德是美國政治人物，前參議院少數黨領袖，代表內華達州的資深聯邦參議員，屬民主黨，自1987年至2017年擔任此職位。
- 琳西·特莉是美國小提琴家、舞蹈家、表演藝術家和作曲家，出生於加利福尼亚州圣安娜。
- 費羅·泰勒·法恩斯沃斯（Philo Taylor Farnsworth，1906年8月19日－1971年3月11日），生於美國猶他州，第一台電子式電視發明人及美國專利擁有者。他也發明了攝像管（Video camera tube）。
- 唐尼·奧斯蒙是一名美國男歌手，曾和妹妹瑪麗·奧斯蒙主持綜藝節目《唐尼與瑪麗》。
- 莫彩曦（英語：Hailey Jane Richards，1996年11月29日—），台灣知名的美國YouTuber、網路紅人 ，身高179公分。與老公Adam一同經營YouTube頻道。

## 其他說明

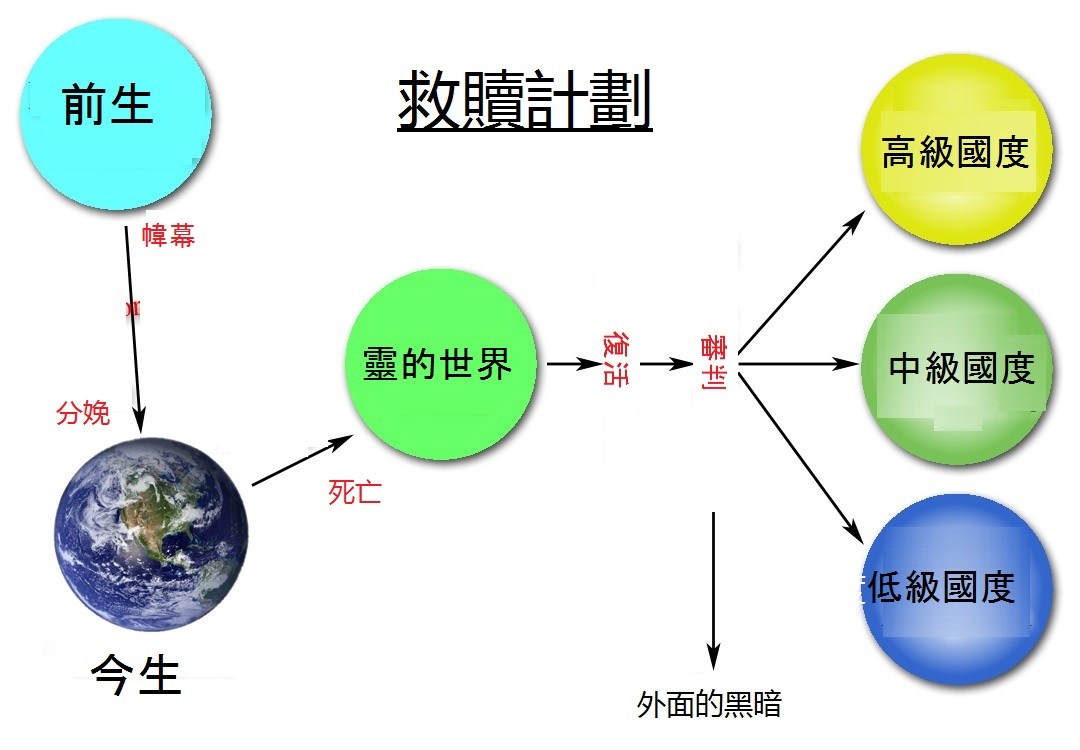

- 教會的四部經典為《聖經》、《摩爾門經》、《教義和聖約》、《無價珍珠》。
- 女性無按立聖職，而是在教會組織中做後勤的服務，如慈助會（婦女會）、女青年和初級會（兒童會）等等。[29]
- 在1978年6月9日一項宣告，改變基本信仰，允許所有「配稱的」男性接受聖職。由於白人至上主義，原本黑人不許參與事工。
- 文化保存和教育計劃包括波里尼西亞文化中心和印地安學生配置計劃，由教會補助學生學費等教育基金計劃。
- 教會智慧語 （页面存档备份，存于）教導教會成員不食用菸、酒、茶、咖啡、檳榔及其他一切有害毒品等。
- 教會特別強調「健康律法 （页面存档备份，存于）」和「貞潔律法 （页面存档备份，存于）」，因為人的身體是神創造的，是「神的聖殿」，必須為神好好保養維護它，不可忽視或輕蔑，所以嚴格禁止除夫妻以外的一男一女共處一室 ( 須有任何第三人在場 ) 和婚前性行為，也要求養成每天早睡早起、運動的習慣，不可熬夜，再加上上述的「智慧語」裡所不食用的食物，以維持身心健康。
- 教會鼓勵教會成員依照自己的能力生養眾多，5 個孩子以上的家庭比比皆是，更有 10 個孩子以上的家庭也不少。
- 《家庭：致全世界文告 （页面存档备份，存于）》是一份1995年發布的教會官方文件。文告中宣稱家庭一夫一妻制度是神所制定。因此耶穌基督後期聖徒教會反對同性婚姻，教會對同性戀看法
- 教會永恆的教儀 ( 例如永恆婚姻、永恆家庭、為死者(祖先)洗禮、恩道門等 ) 均須在「聖殿」中執行，而非在教堂內。聖殿只有已接受過洗禮且配稱而持有「聖殿推薦書」的教會成員才能進入。
- 教會積極鼓勵每位未婚 (尚未到達適婚年齡)的教會成員出去擔任「全部時間傳教士」( All-time missionary )。傳教士男性為期 24 個月 ( 2 年 )，女性為期 18 個月 ( 1 年半 )，通常擔任傳教士的年齡層為 18 ~ 26 歲之間 ( 高中畢業、大學畢業或研究所畢業 )，但並沒有實際的年齡限制。傳教返鄉之後，會被鼓勵盡快選擇對象結婚，所以摩爾門教會成員的結婚年齡層皆較世俗為早。另外亦有夫妻傳教士，擔任內部的事工，而非走出戶外人群中傳教。
- 教會成員在聖殿當中接受恩道門的教儀之後，就會終身在外衣之內穿著「加門」( 聖潔的內衣 )，可以時時警醒自己要做個配稱的基督徒，要忠於主；加門提醒聖徒對主的承諾，就好比夫妻佩帶戒指來承諾彼此一樣。加門的上衣為短袖，褲子為到大腿三分之二的四分褲，意在防止外衣穿無袖背心、太短的短裙或短褲，可以保持衣著的端莊而不暴露隨便。
- 教會成員積極實行「禁食祈禱」，如果個人為自己或他人、某事祈禱時，慣用禁食祈禱以表達自己的信心和誠意；在每月第一週的安息日 (週日)，教會成員在此日的教會聚會中分享對神的「見證」。禁食的原則為「連續兩餐不進食」，依大多數人的作息，通常禁食晚餐加翌日早餐為多 ( 體力較少消耗的時段 )，如果因禁食而使身體不堪負荷，反而違反了「健康律法」。
- 美國猶他州鹽湖城的世界總會於每年 4 月與 10 月的第一週的週六日，會舉行全球性的「總會大會」( General Conference )，安排總會會長團 （页面存档备份，存于）、十二使徒定額組 （页面存档备份，存于）、七十員等長老作關於福音的演講，每場演講都透過各國語言的即時翻譯，提供在場的各國成員收聽；並有全程錄影和後製翻譯，利用一週的時間後製成各國音譯的影片上架於耶穌基督後期聖徒教會官網 （页面存档备份，存于）上，在總會大會的第二週六日，全球各國各地方的教會聚會，即放映本屆總會大會的全程演講影片供成員收聽。
- 教會於美國猶他州普若佛 ( Provo ) 成立立案大學 ─ 楊百翰大學 ，以及愛達荷分校、夏威夷分校，在校生幾乎 98% 為教會成員，為美國最大的宗教立大學。
- 耶穌基督後期聖徒教會禁止一般情况下的墮胎行為，但不禁止婚後避孕。[30][31]

## 爭議
同性戀相關問題
- 耶穌基督後期聖徒教會長久以來都是傳統反同性戀的教會組織，更主導了2008年的反同公投（加州8號提案），但近年來有逐漸調整反同的態度。
- 2016年宣佈同性戀並非罪惡[32]。
- 2019年調整了相關反同性戀的政策，包含不再支持性傾向扭轉治療、接受舉辦LGBT家庭子女的受洗儀式、不再將同性婚姻視為叛教（但仍是違反教規的行為）。[33]

## 外部連結

### 官方網站
- 耶穌基督後期聖徒教會（總會官方網站1） （页面存档备份，存于）
- 耶穌基督後期聖徒教會（總會官方網站2） （页面存档备份，存于）
- 耶穌基督後期聖徒教會 (台灣官方網站) （页面存档备份，存于）
- 耶穌基督後期聖徒教會 (香港官方網站) （页面存档备份，存于）
- 耶穌基都後期聖徒教會—福音主題 （页面存档备份，存于）
- 官方臉書頁面-中文 （页面存档备份，存于）
- 官方臉書頁面-英文 （页面存档备份，存于）

### 教會大學網站
- 楊百翰大學 （页面存档备份，存于），耶穌基督後期聖徒教會成立之國家級大學，位於猶他州普羅伏（Provo）
- 楊百翰大學夏威夷分校 （页面存档备份，存于），耶穌基督後期聖徒教會成立之學士級大學，位於夏威夷萊耶（Laie）
- 楊百翰大學愛達荷分校（页面存档备份，存于），耶穌基督後期聖徒教會成立之學士級大學，位於愛達荷州雷克斯堡（Rexburg）

### 非官方資源網站
- 摩爾門教 （页面存档备份，存于）
- 摩爾門教的信仰
- 摩爾門傳教士
- 耶穌基督 （页面存档备份，存于）
- LDS Chinese （页面存档备份，存于）

### 批判性觀點
- 天主教觀點－ （页面存档备份，存于）（繁體） （页面存档备份，存于）（简体）
- 基督教觀點－真道手冊 （页面存档备份，存于）（簡體）